# Birretina

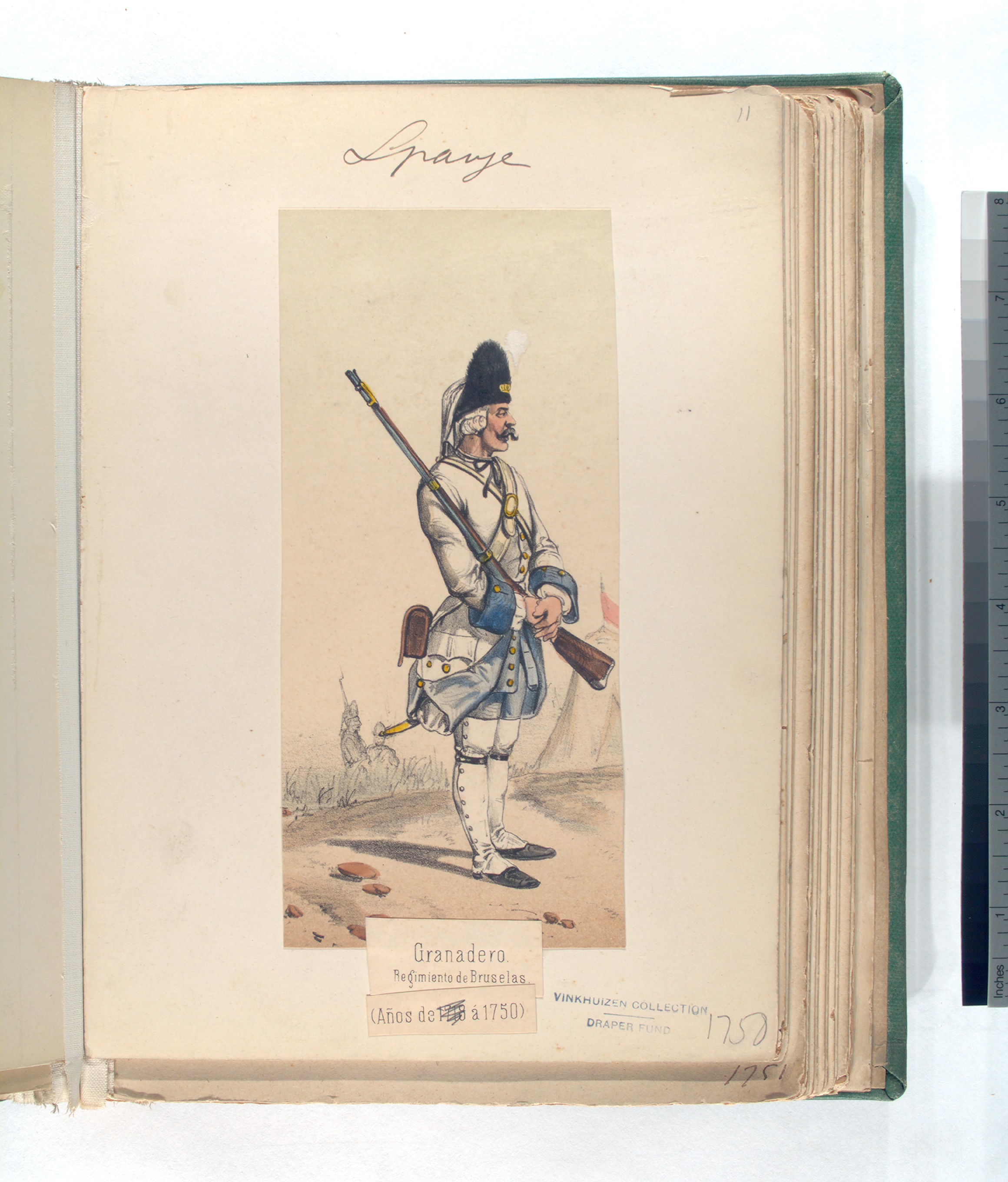
Granadero con birretina

A principios del siglo XVIII, recibía el nombre de birretina la gorra que fue en Europa el distintivo de cabeza de los granaderos. 
Era la birretina una gorra de manga larga de paño guarnecida por delante por una frontalera de piel de oso cuyo centro ocupaba un escudete de metal con las armas reales. Al introducirse en España, este instituto llevaba sombrero que luego fue sustituido por la birretina. 